# Sinthusa malika
Sinthusa malika är en fjärilsart som beskrevs av Thomas Horsfield 1829. Sinthusa malika ingår i släktet Sinthusa och familjen juvelvingar. Inga underarter finns listade i Catalogue of Life.

## Bildgalleri

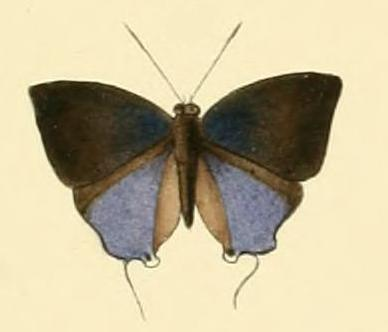